# Recyclingcode

Algemeen recyclingsymbool

De recyclingcode is een identificatiecode die dient om verschillende materialen te kenmerken, zodat zij in de afvalverwerking op de juiste wijze gesorteerd kunnen worden ten behoeve van hergebruik. De code bestaat uit het algemene recyclingsymbool met de drie rondlopende pijlen, met daarin een nummer dat aangeeft om welk materiaal het gaat. Veelal staat er ook nog een afkorting voor de materiaalgroep onder.

## Overzicht codes
De codering kunststoffen (nummers 01 tot en met 07) zijn oorspronkelijk in 1988 gepubliceerd door de Society of the Plastics Industry (SPI). De letterafkorting voor kunststoffen is gebaseerd op de gestandaardiseerde afkortingen voor kunststoffen. Onderstaande tabel geeft de gedefinieerde codes zoals vanaf juni 2005 in Duitsland van kracht. De afkortingen zijn verplicht in hoofdletters te schrijven en worden vaak ook gebruikt om op het betreffende product aan te geven welke kunststof/kunststoffen gebruikt is/zijn.
| Recyclingcode | Unicode | Afkorting | Materiaalnaam | Gebruik en recycling van de polymeer tot                                                                                |
| ------------- | ------- | --------- | --- | --- |
| 1 PET         | U+2673  | PET       | polyethyleentereftalaat                                                                                                 | polyestervezels, folie, frisdrankflessen                                                                                |
| 2 PE-HD       | U+2674  | PE-HD     | high-density-polyetheen                                                                                                 | plastic flessen, plastic zakken, vuilnisemmers, plastic buizen, kunsthout                                               |
| 3 PVC         | U+2675  | PVC       | polyvinylchloride | kozijnen, buizen, flessen (voor chemicaliën, lijm, ...)                                                                 |
| 4 PE-LD       | U+2676  | PE-LD     | low-density-polyetheen                                                                                                  | plastic zakken, emmers, dispenserflessen voor zeep, plastic tubes                                                       |
| 5 PP          | U+2677  | PP        | polypropeen | bumpers, interieurpanelen e.d. voor auto’s; industriële vezels                                                          |
| 6 PS          | U+2678  | PS        | polystyreen | speelgoed, bloempotten, videocassettes, asbakken, koffers, polystyreenschuim                                            |
| 7 O           | U+2679  | O         | andere kunststoffen, zoals PMMA (o.a. Perspex), polycarbonaat, polyamide (o.a. nylon), ABS en vezelversterkte kunststof | andere kunststoffen, zoals PMMA (o.a. Perspex), polycarbonaat, polyamide (o.a. nylon), ABS en vezelversterkte kunststof |
| ABS           |         | ABS       | acrylonitril-butadieen-styreen                                                                                          | autobumpers, lego-blokjes, golfclubs, stofzuigers, rubikskubus, ...                                                     |
| 20 PAP        |         | PAP       | golfkarton | verpakkingen |
| 21 PAP        |         | PAP       | overig karton | verpakkingen |
| 22 PAP        |         | PAP       | papier | kranten, tijdschriften, etc.                                                                                            |
| 40 FE         |         | FE        | staal | |
| 41 ALU        |         | ALU       | aluminium | |
| 50 FOR        |         | FOR       | hout | |
| 51 FOR        |         | FOR       | kurk | |
| 60 TEX        |         | TEX       | katoen | |
| 61 TEX        |         | TEX       | jute | |
| 70 GL         |         | GL        | kleurloos glas | |
| 71 GL         |         | GL        | groen glas | |
| 72 GL         |         | GL        | bruin glas | |
| 80            |         |           | composieten van papier en karton met verschillende metalen                                                              | composieten van papier en karton met verschillende metalen                                                              |
| 81 C/PAP      |         | C/PAP     | composieten van papier en karton met kunststoffen                                                                       | composieten van papier en karton met kunststoffen                                                                       |
| 82            |         |           | composieten van papier en karton met aluminium                                                                          | composieten van papier en karton met aluminium                                                                          |
| 83            |         |           | composieten van papier en karton met vertind blik                                                                       | composieten van papier en karton met vertind blik                                                                       |
| 84            |         |           | composieten van papier en karton met kunststoffen en aluminium                                                          | composieten van papier en karton met kunststoffen en aluminium                                                          |
| 85            |         |           | composieten van papier en karton met kunststoffen, aluminium en vertind blik                                            | composieten van papier en karton met kunststoffen, aluminium en vertind blik                                            |
| 90 C/LDPE     |         | C/LDPE    | kunststoffen met aluminium                                                                                              | kunststoffen met aluminium                                                                                              |
| 91            |         |           | kunststoffen met vertind blik                                                                                           | kunststoffen met vertind blik                                                                                           |
| 92            |         |           | kunststoffen met verschillende metalen                                                                                  | kunststoffen met verschillende metalen                                                                                  |
| 95            |         |           | glas met kunststoffen                                                                                                   | glas met kunststoffen                                                                                                   |
| 96            |         |           | glas met aluminium | glas met aluminium |
| 97            |         |           | glas met vertind blik                                                                                                   | glas met vertind blik                                                                                                   |
| 98            |         |           | glas met verschillende metalen                                                                                          | glas met verschillende metalen                                                                                          |

Sommige (verpakkings)producten bevatten een mix van deze grondstoffen, zoals de multi-layer materialen voor chipszakken of koffiepakken waarbij het plastic is voorzien van een aluminiumfolie.

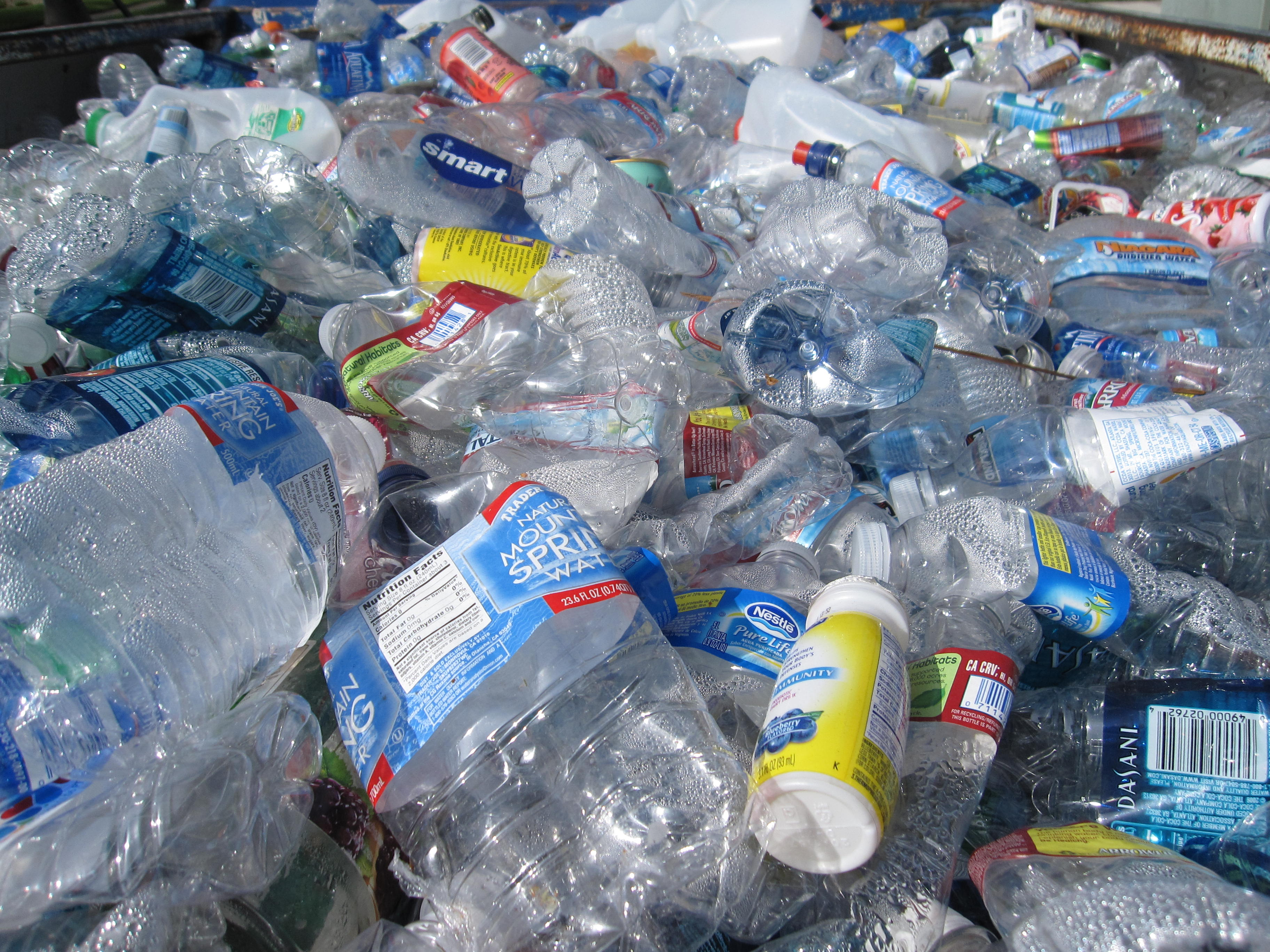
Gesorteerde pet klaar om te recycleren.

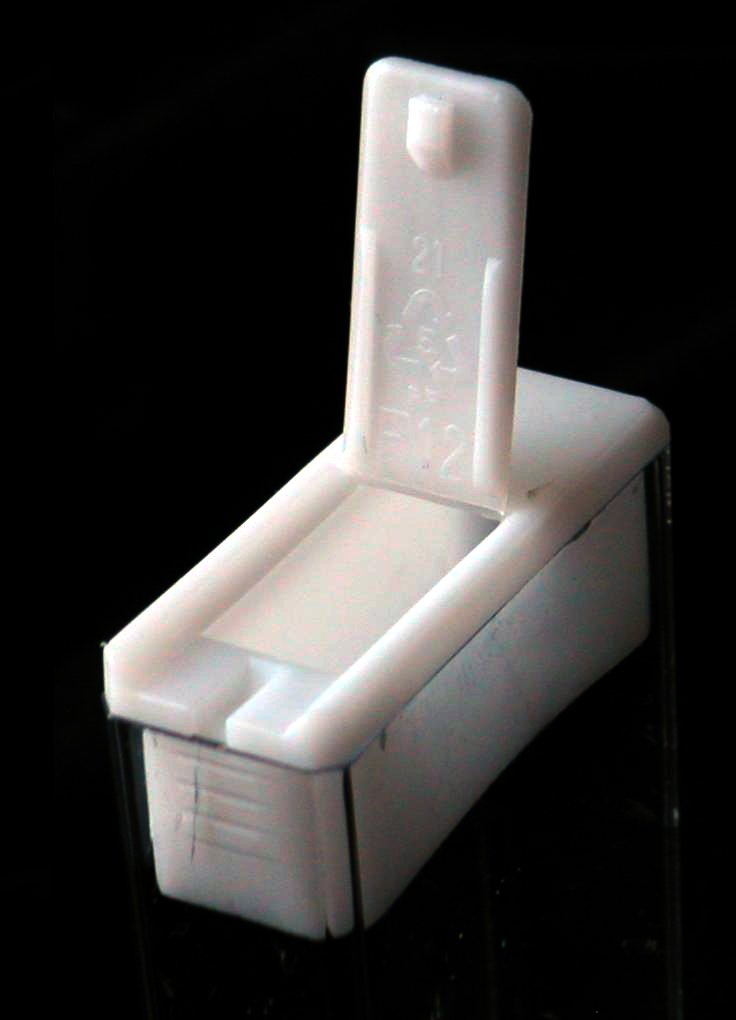
Polypropyleen deksel van een Tic Tac doosje, met de code onder het klepje

## Hergebruik

### België
In België worden voor de inzameling doorzichtige blauwe pmd-zakken gebruikt, die de burger volgens de afkorting met (platgedrukte) Plastic flessen, Metalen blikken en Drankkartons vult. Dankzij de doorzichtigheid van de zak kan de ophaler zien of er dingen in de zak zitten die er niet in mogen. Hij laat de zak dan staan voorzien van een rode sticker met uitleg. In het verwerkingsbedrijf worden de drie soorten mechanisch en een restfractie manueel gescheiden alvorens ze te recyclen. Welke polymeren gerecycleerd en welke niet wordt beslist door Fost plus voor de blauwe zak en uitgerold per intercommunale. Iedere intercommunale kan eventueel extra ophaling en voorzien voor fracties die niet in de blauwe pmd-zak zitten. Zo haalt IMOG, het intercommunaal bedrijf voor afvalbeheer in ZuidWest-Vlaanderen, de polymeren (onder meer CD's en dvd's: polycarbonaat, code 07 “Other”) apart op, terwijl IVAGO, het intercommunaal bedrijf voor afvalbeheer in Oost-Vlaanderen, dit in 2010 nog niet deed.

### Nederland
In Nederland wordt op steeds grotere schaal kunststofverpakkingsmateriaal, blik, papier, glas en textiel gescheiden ingezameld voor recycling. Het is de bedoeling dat ten slotte nog slechts een kleine hoeveelheid 'restafval' direct naar de verbrandingsoven gaat. Van het plastic verpakkingsafval werd in 2015 44% gescheiden ingezameld zodat het geschikt was voor hergebruik.

## Engelse en Franse termen
Hier is sprake van recycleren en recycling. In het Engels en Frans hanteert men ook het begrip kunsthars(en) om te verwijzen naar polymeren en hun identificatie:
- Resin identification code
- Code d'identification des résines